# ويليام ماكناب
ويليام ماكناب (بالإنجليزية: William McNab)‏ هو لاعب كرة قدم بريطاني (وحمل سابقاً جنسية المملكة المتحدة لبريطانيا العظمى وأيرلندا) في مركز الهجوم، ولد في 1870 في غلاسكو في المملكة المتحدة. لعب مع نادي أرسنال ونادي بيرنلي ونادي ليتون أورينت.